# Petiverina

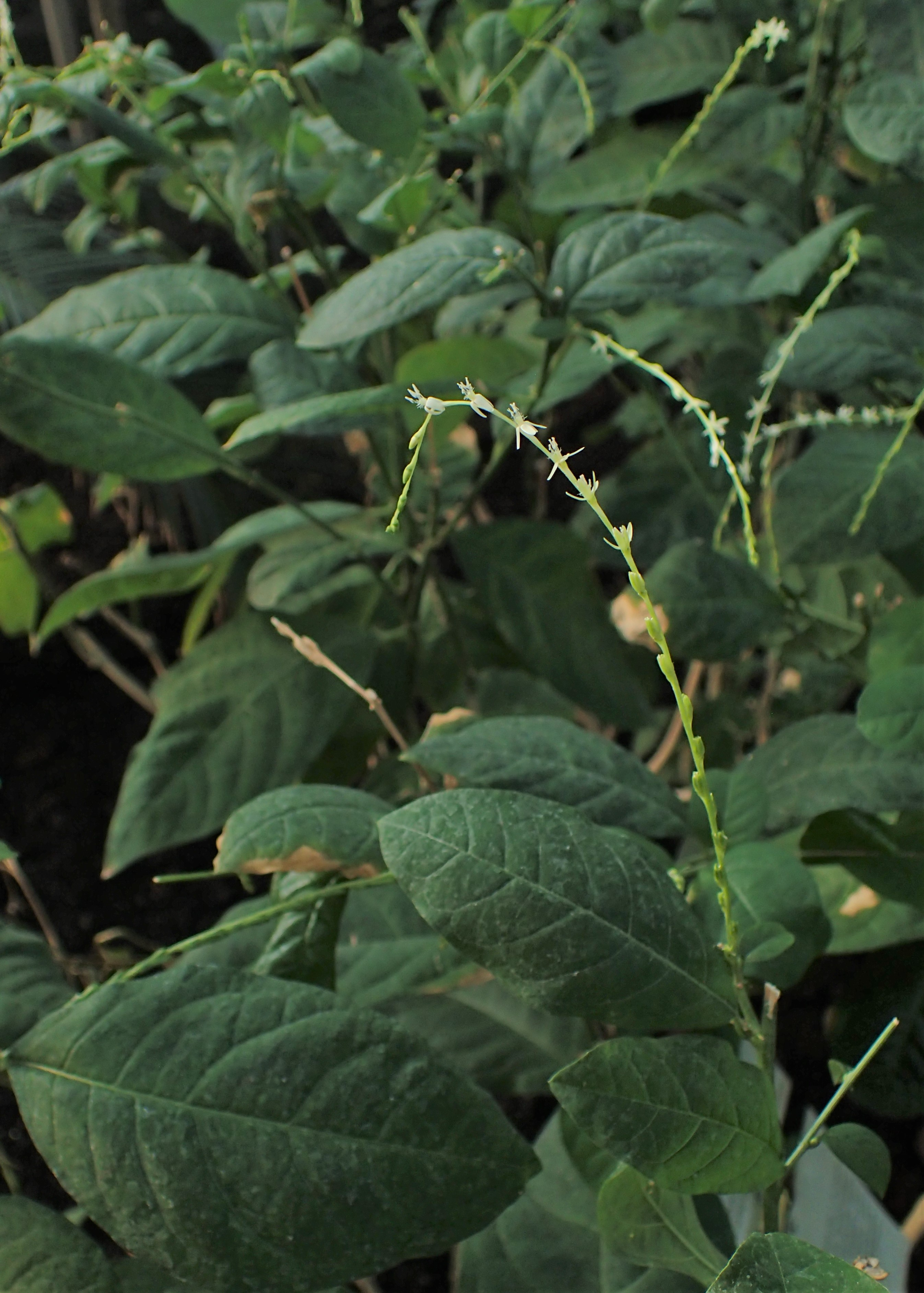
Planta de Petiveria alliacea en floración.

Petiverina compuesto proveniente de la planta Petiveria alliacea, formado a partir de dos aminoácidos conocidos como cisteína (0,2 mg/g de peso fresco) y la S-bencil-cisteina (<10µg/g de peso fresco), presentes principalmente en las raíces de la planta, dando origen a 6-hidroxietina y petiverina a los cuales se les atribuye la principal actividad antimicrobiana de este genero.
En el año 2001 dos químicos, el investigador Román Kubec reconocido por su trabajo en identificación y caracterización de compuestos químicos derivados de plantas y el profesor Rabi Musah cientifico de la Universidad Estatal de New York en Albany, lograron aislar dos diasteroisómeros del sulfóxido de S-bencil-cisteína (petiverina A y petiverina B) logrando determinar la variabilidad de contenido total de petiverinas presentes en las hojas, tallo y raíces, sin embargo se determino que el contenido de las raíces es 42 veces mayor al de las hojas y 10 veces mayor al del tallo, este contenido varia dependiendo del suelo en el cual crece la planta, siendo necesario que variables como azufre, nitrógeno, clima y temporada contribuyan a una mayor cantidad de petiverinas presentes
Referencias Bibliográficas